# Blepharomyia foliacea
Blepharomyia foliacea là một loài ruồi trong họ Tachinidae.